# The Sound of Sonny
| Recensione | Giudizio |
| ---------- | -------- |
| AllMusic   |          |

The Sound of Sonny è un album del sassofonista jazz statunitense Sonny Rollins, pubblicato dalla Riverside Records nel novembre del 1957  .

## Tracce
LP (1957, Riverside Records, RLP 12-241)
Lato A
1. The Last Time I Saw Paris – 2:50 (testo: Oscar Hammerstein II – musica: Jerome Kern) – Registrato il 19 giugno 1957
2. Just in Time – 3:55 (testo: Sammy Cahn – musica: Jule Styne) – Registrato l'11 e 12 giugno 1957
3. Toot, Toot, Tootsie – 4:20 (testo: Ernie Erdman, Gus Kahn – musica: Ted Fio Rito, Dan Russo) – Registrato l'11 e 12 giugno 1957
4. What Is There to Say – 4:52 (testo: Yip Harburg – musica: Vernon Duke) – Registrato il 19 giugno 1957
5. Dearly Beloved – 3:00 (testo: Johnny Mercer – musica: Jerome Kern) – Registrato l'11 e 12 giugno 1957

Lato B
1. Every Time We Say Goodbye – 3:20 (Cole Porter) – Registrato l'11 e 12 giugno 1957
2. Cutie – 5:50 (musica: Sonny Rollins) – Registrato l'11 e 12 giugno 1957
3. It Could Happen to You – 3:43 (testo: Johnny Burke – musica: Jimmy Van Heusen) – Registrato l'11 e 12 giugno 1957
4. Mangoes – 5:30 (testo: Sid Wayne – musica: Dee Libbey) – Registrato l'11 e 12 giugno 1957

CD (1987, Original Jazz Classics, OJCCD-029-2)
1. The Last Time I Saw Paris – 2:50 (testo: Oscar Hammerstein II – musica: Jerome Kern)
2. Just in Time – 3:55 (testo: Sammy Cahn – musica: Jule Styne)
3. Toot, Toot, Tootsie – 4:20 (testo: Ernie Erdman, Gus Kahn – musica: Ted Fio Rito, Dan Russo)
4. What Is There to Say – 4:52 (testo: Yip Harburg – musica: Vernon Duke)
5. Dearly Beloved – 3:00 (testo: Johnny Mercer – musica: Jerome Kern)
6. Ev'ry Time We Say Goodbye – 3:20 (Cole Porter)
7. Cutie – 5:50 (musica: Sonny Rollins)
8. It Could Happen to You – 3:43 (testo: Johnny Burke – musica: Jimmy Van Heusen)
9. Mangoes – 5:30 (testo: Sid Wayne – musica: Dee Libbey)
10. Funky Hotel Blues – 5:58 (musica: Sonny Rollins) – Traccia bonus - Registrato il 19 giugno 1957

## Musicisti
- Sonny Rollins – sassofono tenore (solo di sassofono tenore, senza accompagnamento musicale nel brano: It Could Happen to You)
- Sonny Clark – pianoforte (eccetto nei brani: The Last Time I Saw Paris e It Could Happen to You)
- Percy Heath – contrabbasso (eccetto nei brano: The Last Time I Saw Paris, What Is There to Say, It Could Happen to You e Funky Hotel Blues)
- Paul Chambers – contrabbasso (solo nei brani: The Last Time I Saw Paris, What Is There to Say e Funky Hotel Blues)
- Roy Haynes – batteria (eccetto nel brano: It Could Happen to You)

### Produzione
- Orrin Keepnews – produzione, note retrocopertina album originale
- Registrazioni effettuate al Reeves Sound Studios di New York City, New York, 11, 12 e 19 giugno 1957
- Jack Higgins – ingegnere delle registrazioni
- Paul Bacon – design copertina album originale
- Paul Weller – foto copertina album originale [4]